# William McCaughey
William L. McCaughey est un ingénieur du son américain né le 12 décembre 1929 à Kansas City (Missouri) et mort le 26 mai 2000 à Rancho Cucamonga (Californie).

## Filmographie (sélection)
- 1970 : Brewster McCloud de Robert Altman
- 1975 : Le Lion et le Vent (The Wind and the Lion) de John Milius
- 1976 : Rocky (film, 1976) de John G. Avildsen
- 1976 : King Kong de John Guillermin
- 1976 : L'Âge de cristal (Logan's Run) de Michael Anderson
- 1977 : Un espion de trop (Telefon) de Don Siegel
- 1977 : Adieu, je reste (The Goodbye Girl) d'Herbert Ross
- 1978 : Voyage au bout de l'enfer (The Deer Hunter) de Michael Cimino
- 1979 : Un vrai schnock (The Jerk) de Carl Reiner
- 1979 : Meteor de Ronald Neame
- 1979 : Le Champion (The Champ) de Franco Zeffirelli
- 1980 : Au-delà de la gloire (The Big Red One) de Samuel Fuller
- 1983 : Osterman week-end (The Osterman Weekend) de Sam Peckinpah
- 1984 : Les Moissons du printemps (Racing with the Moon) de Richard Benjamin
- 1986 : 9 semaines 1/2 (Nine ½ Weeks) d'Adrian Lyne
- 1991 : Croc-Blanc (White Fang) de Randal Kleiser

## Distinctions
- Oscar du meilleur mixage de son

### Récompenses
- en 1979 pour Voyage au bout de l'enfer

### Nominations
- en 1976 pour Le Lion et le Vent
- en 1977 pour King Kong et Rocky
- en 1980 pour Meteor